# Соловые
Соловы́е — деревня в Глазуновском районе Орловской области, входит в Медведевское сельское поселение. Историческое деревни название — Руда Соловая.
В XIX веке Соловые относилась к Собакинской волости и принадлежала князю Мещерскому.

## Название деревни
Название Руды Соловской, как и название реки, связано с цветом воды: руда — «ржавый», соловый цвет (масть лошади) — желтовато-золотистый, близкий к буланой, или красновато-жёлтый.
В XX веке народная легенда объяснила название тем, что деревня была куплена помещиком за соловья, а соседнее село — Собакино — выменяно на свору собак. Позже выяснилось, что деревня Собакино произошло от фамилии помещиков — Собакиных.

## Известные жители
Архиепископ Мефодий (Сидоров-Абрамкин) — последний (до восстановления в 2011 году) епископ Пятигорский. Убит большевиками в 1939 году.

## География
Деревня расположена на правом берегу реки Руда. В окрестностях деревни три ручья, впадающих в Руду, и четыре устроенных на них пруда: Рябинный Лес. На левой окраине деревни Соловской текут два ручья, устроенных через пруды. На левой окраине располагаются два пруда на ручье, вытекающем из урочища Орешник.

## Численность населения
| 2010 |
| ---- |
| 21   |

Согласно Российской переписи 2010 года, в селе проживают 12 мужчин, 9 женщин.